# 小原和歌
小原 和歌（おはら わか）は、日本の編物作家。現代編物研究会会長。公益財団法人日本編物検定協会顧問。編物の教育・社会事業等の振興・発展に尽力した。

## 経歴
- 1938年 東京家政学院卒業。
- 1956年 小原あみもの学園を設立、学園長に就任。
- 1972年 編物教育の普及に大きな功績を残したとして藍綬褒章受章。
- 1989年 勲五等瑞宝章受章。

## 著書
- 『文化服装講座 編物篇』共著、文化服装学院出版局、1957年、全国書誌番号:61005504
- 『雄鷄社の編みものデザイン独習書 シルエットの基本型と応用・流行のデザイン集』木村鞠子との共著、雄鷄社、1957年、全国書誌番号:21114848
- 『あみもの セーターと小物』日本放送出版協会、1960年、全国書誌番号:75061563
- 『毛糸手あみ』主婦の友社年、1962年、全国書誌番号:62011058
- 『レースあみ』主婦の友社、1964年、全国書誌番号:64003222
- 『主婦の友手芸ブック』主婦の友社、1965年、全国書誌番号:64003222
- 『レースあみ』日本放送出版協会、1969年
- 『かぎ針あみの基礎』雄鶏社、1974年、全国書誌番号:75072553
- 『棒針あみの基礎』雄鶏社、1975年、全国書誌番号:75081918
- 『アフガンあみの基礎』雄鶏社、1976年、全国書誌番号:75074241
- 『図解式かぎ針あみの基礎』雄鶏社、1986年、ISBN 4277155030
- 『レースあみの基礎 図解式基礎技法のすべて』主婦の友社、1981年